# Synanthedon plagiophleps
Synanthedon plagiophleps is een vlinder uit de familie wespvlinders (Sesiidae), onderfamilie Sesiinae.
Synanthedon plagiophleps is voor het eerst wetenschappelijk beschreven door Zukowsky in 1936. De soort komt voor in het Neotropisch gebied.